# 大安 (臺北市)
大安，舊名大灣，臺北市地名。清治、日治初期稱為大安庄，北接上埤頭庄、中崙庄，西面三板橋庄、古亭村庄、林口庄，南鄰頂內埔庄、下內埔庄，東為興雅庄、三張犁庄、六張犁庄。1920年臺北市成立時，庄改制為不設町的郊區「大字」，分為十二甲、龍安坡、坡心三個小字，與中崙、六張犁同為當時臺北市之東界。1922年臺北市西側大字撤除重劃為町，大安西側變為幸町、東門町、福住町、錦町、古亭町、水道町。
大安的範圍約為今大安區忠孝東路三、四段、濟南路三段、仁愛路三、四段、信義路三、四段、和平東路一、二段、辛亥路二段、新生南路一～三段、建國南路、復興南路、敦化南路、安東街、永康街、青田街、溫州街、金華街、通化街等。本區西半部學校林立，在日治時代晚期也發展出一些新興住宅區。
戰後大安與六張犁、下內埔、福住町、錦町合併為大安區，1990年由16區改為12區時富田町（頂內埔）劃入大安區、六張犁東半部劃歸新設之信義區。

## 小字
日治時期大安下轄「十二甲」、「坡心」、「龍安坡」三個小字。

### 十二甲
地名起源於拓墾當時的地基共計十二甲，原點在忠孝東路三段臺北科技大學一帶。轄區為今大安區西北部民輝、民炤、昌隆、誠安、義村、和安等里及大安、福住、仁愛、仁慈各里一部分。大致在新生南路一段以東，東至復興南路東側一帶，北至縱貫線鐵路，南以信義路為界，尚包括國際學舍之西、南邊附近。

### 龍安坡
原作龍安陂（「陂」通「埤」）。地名源於當地一名為龍安的池塘，確切位置以難考。轄區為今大安區中部龍安、龍坡、龍門、龍淵、新龍、龍生、龍陣、龍圖、住安等里及群賢里部分。約略在金華國中、麗水街南段、泰順街北段以東，郵政總局、建安國小、復興南路二段以西，信義路以南至臺灣大學北部。

### 坡心
原作陂心（埤心）。原為一佔地一百餘甲的大埤，位於今日仁愛路四段以南，敦化南路、安和路、通化街及樂利街到和平東路二段之間。日治時期，埤水漸乾，填土成地。轄區為今大安區東北部的建安、建倫、光武、德安、敦煌、敦安、義安、通安、通化、臨江、法治、全安等里及仁愛、仁慈、龍雲三里一部分。今臨江街夜市旁的坡心市場即以此為名。

## 設施
- 日華紡績株式會社（十二甲）
- 臺北工業學校（十二甲，現臺北科技大學）
- 幸小學校（十二甲，現幸安國小）
- 臺北第三中學校（十二甲，現師大附中）
- 臺北商工專修學校（十二甲，現大安高工）
- 臺北市立商業實踐女學校（十二甲，現金華國中）
- 錦小學校（龍安坡，昭和國民學校、現龍安國小）
- 師範學校附屬第二國民學校（龍安坡，現臺北教育大學附設實驗國小）
- 大學官舍（龍安坡）

## 新興住宅區
- 大安町（台北工業學校一帶）
- 堀川町（現仁愛路、新生南路一帶）
- 昭和町（大學官舍一帶，現和平東路、青田街、溫州街一帶）
- 三笠町（昭和町以東，現和平東路二段與瑞安街交叉口一帶）

## 廟宇
- 眾恩祠（石頭公廟）

## 相關項目
- 堀川町區
- 昭和町區